# Cap de la Vella
Le cap de la Vella ou cap de l'Abeille est un cap situé sur la commune de Banyuls-sur-Mer, dans le département français des Pyrénées-Orientales.

## Situation
Le cap de la Vella est situé au sud-est de l'agglomération de Banyuls-sur-Mer. Immédiatement au nord du cap de la Vella se trouve le cap du Troc et en allant plus au sud la plage de Taillelauque et ensuite le cap de Rederis.
On y accède par la route de Cerbère (D914) puis par divers chemins piétons.

## Toponymie
L'origine du nom est similaire à celle du hameau Les Abeilles situé plus haut sur le relief à Banyuls-sur-Mer. Le nom d'origine, la Vella désignait une tour de guet. En raison d'une confusion avec le catalan l'abella à la prononciation similaire et au gré des erreurs de copistes au Moyen Âge, le nom francisé à conservé cette erreur pour désigner à la fois le hameau et le cap, devenu cap de l'Abeille,. Une commission toponymique ayant révisé les noms de la région a conduit à ce qu'on l'on voit désormais cap de la Vella (en catalan) sur la carte de l'IGN.

## Site protégé
Un décret national du 5 octobre 1976 porte classement parmi les sites pittoresques le cap de la Vella et ses environs. La zone protégée est délimitée au nord jusqu'au sud du cap du Troc, au sud jusqu'à l'embouchure du ravin du Golgodriu (près du cap de Rederis) et à l'ouest par la route D914. Cette zone protégée inclut donc la plage de Taillelauque. La superficie de l'aire protégée est de 84,65 ha.